# Паста, Джудитта
Джуди́тта Па́ста (итал. Giuditta Pasta, до замужества — Джудитта Не́гри, 26 октября 1797, Саронно, Варесе — 1 апреля 1865 или 1867, Блевио, Комо) — итальянская певица (сопрано), первая половина XIX века.

## Биография
Джудитта Паста (урождённая Негри) родилась 9 апреля 1798 года в Сартанно, близ Милана.
Дядя её был виолончелистом. Училась в Миланской консерватории у Бонифацио Азиоли, дебютировала (и неудачно) в Брешиа (1815) и Лондоне (1817), куда попала, выйдя замуж за тенора Джузеппе Паста, на незначительное жалование. 27 марта 1817 года родилась её дочь Клелия, для чего певица на некоторое время оставляла сцену.
Потребовалось новое обучение, на сей раз под руководством Джузеппе Скаппа в Италии, чтобы её талант стал явным. Первый успех пришёл к ней в Венеции (1819), затем в Риме, Турине и Париже (1821—1822). В 1822 году в Париже она стала восходящей звездой.
В 1824—1837 годах регулярно выступала в Лондоне, Париже, Милане, Неаполе в операх Моцарта, Беллини, Доницетти, Россини. Лучший период её творчества проходил между гастролями в Париже и Лондоне. В 1827 году она выступала в Милане, где Беллини для неё написал «Норму» и «Сомнамбулу / La sonnambula».
Соперничала с Марией Малибран. В 1829 году сделала перерыв в выступлениях. В 1834 году возобновила выступления (1834 — Лондон, 1837 — Париж), но голос у неё уже пропал. Согласно записи Аделаиды Кембл, которая училась у Пасты, на её позднем лондонском концерте Полина Виардо сказала о голосе Пасты: «Ах! От него мало что осталось, но ведь и от „Тайной вечери“ Леонардо тоже…» (англ. Ah! It is a ruin, but so is Leonardo's Last Supper) Гастролировала в России в 1840 — 41, а в 1850 — в Лондоне на благотворительном концерте.
Скончалась в возрасте 68 лет на собственной вилле в Блевио, на озере Комо, где она поселилась в 1829 году. Похоронена на местном кладбище.

## Творчество
Современники отмечали высокое драматическое искусство Пасты, хотя её вокальная техника — а она пела партии сопрано, меццо-сопрано и контральто — была не лишена недостатков (особенно часто на них стали указывать в 1830-х годах).
«Голос её простирался от (малого) а до (трехчертного) d′», но даже в самую блестящую пору был не вполне свободен от шероховатостей и форсировок; привлекательность её пения заключалась в страстности и правдивости экспрессии". Его можно причислить к soprano sfogato.
Паста вошла в историю прежде всего за то, что она внесла исключительные интерпретации в операх Беллини и Доницетти.
Славилась исполнением партий в операх Джоаккино Россини, Винченцо Беллини, Гаэтано Доницетти. Для неё были написаны партии Нормы, Амины («Норма», «Сомнамбула» Беллини), Анны Болейн («Анна Болейн» Доницетти).

## В памяти потомков
В муниципалитете Ломаццо улица названа в её честь.
В городе Саронно её именем названа улица и городской театр.
В городе Комо улица названа в её честь и ещё в нескольких городах таких как: Милан, Падуя.
Восторженные оценки её искусству дал Стендаль («Жизнь Россини»).
Главный герой новеллы Проспера Мериме «Этрусская ваза» предлагает выпить своим друзьям за здоровье Джудитты Паста, о которой он говорит «в самых превосходных степенях».
В XX веке с Пастой сравнивали Марию Каллас. Имя певицы носит театр в Саронно.
- В 1940—1960-х художник Джозеф Корнелл (Joseph Cornell) создал Giuditta Pasta Dossier[12].